# Mofletta
Mofletta (en hebreo: מופלטה‎, transcrito también mufleta, mofleta, moufleta, etcétera) es una receta dulce tradicional judía del norte de África que suele comerse durante la fiesta de Mimuna, el día después de Pésaj, una tradición llevada a Israel por las comunidades judías del norte de África, notablemente de Marruecos. Por la tarde, se prepara un banquete con fruta, dulces y pasteles para el disfrute de vecinos y visitas. Destaca en él la mofletta, el primer jametz tras el Pésoj, una crepe fina.
La mofletta se hace con una masa elaborada con agua, harina y aceite. Se estira hasta dejarla fina y se cocina en una sartén engrasada hasta que se dora. Suele tomarse templada, untada con mantequilla, miel, almíbar o mermelada.

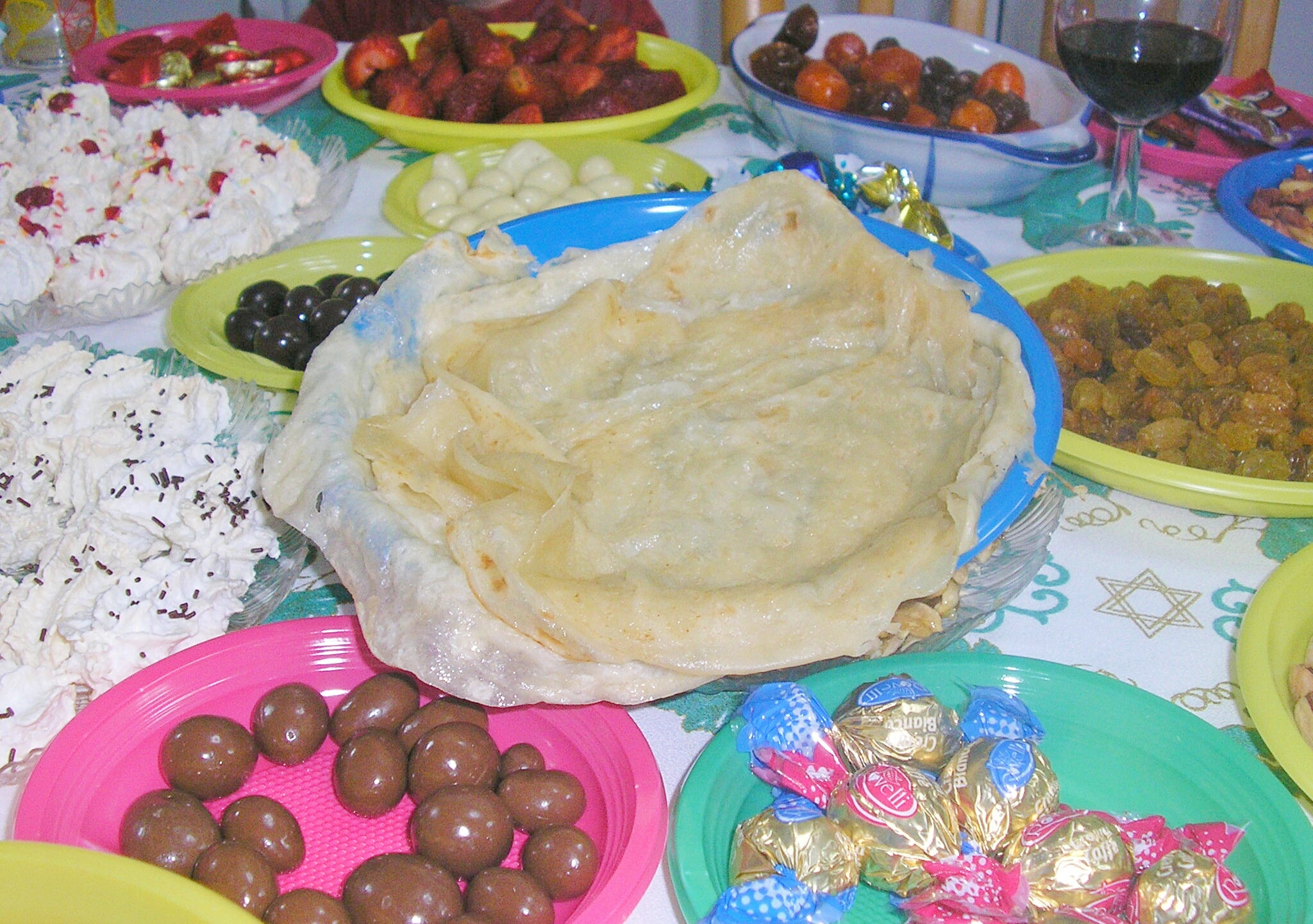
Mofletta.